# شوکران زهرآلود
شوکران زهرآلود (نام علمی: Conium maculatum) نام یک گونه از سرده شوکران است.